# Оцуки (посёлок)
Оцуки (яп. 大月町 О:цуки-тё:) — посёлок в Японии, находящийся в уезде Хата префектуры Коти. Площадь посёлка составляет 103,02 км², население — 5230 человек (1 августа 2014), плотность населения — 50,77 чел./км².

## Географическое положение
Посёлок расположен на острове Сикоку в префектуре Коти региона Сикоку. С ним граничат города Сукумо, Тосасимидзу.

## Население
Население посёлка составляет 5230 человек (1 августа 2014), а плотность — 50,77 чел./км². Изменение численности населения с 1980 по 2005 годы:
| 1980 | 8865 чел. |  |
| 1985 | 8596 чел. |  |
| 1990 | 7941 чел. |  |
| 1995 | 7422 чел. |  |
| 2000 | 6956 чел. |  |
| 2005 | 6437 чел. |  |

## Символика
Деревом посёлка считается Quercus phillyraeoides, цветком — Crinum asiaticum, птицей — пестролицый буревестник.